# Cinéma Renaissance
Le Renaissance est un ancien cinéma de Pointe-à-Pitre en Guadeloupe, situé au numéro 5 place de la Victoire. Des éléments de son architecture sont inscrits aux monuments historiques depuis 2009.
Il est entièrement détruit en 2021 mais la façade doit être reconstruite à l'identique.

## Historique
Le cinéma-théâtre La Renaissance a été inauguré le 22 mars 1930. Il accueille initialement des représentations de spectacle vivant et organise des projections cinématographiques, puis à partir des années 1970, il est dédié exclusivement au cinéma. Toute exploitation est finalement arrêtée en 2001.
La façade, la toiture du bâtiment ainsi que les galeries métalliques sont inscrites au titre des monuments historiques de France depuis le 9 janvier 2009.
Le bâtiment est inclus dans un projet culturel de renouvellement urbain de la ville de Pointe-à-Pitre. Le processus d'achat est validé par la communauté d'agglomération Cap Excellence en juillet 2010, confirmé contre l'avis de la direction des finances publiques en 2011 et finalisé le 22 mars 2012. Le montant d'acquisition, pour la municipalité, est de 450 000 euros. De nombreuses études de réhabilitation et de reconversion sont engagées (pour un montant total de 700 000 euros,) sans qu'une solution pérenne ne soit validée.
Le 25 janvier 2020, un important incendie ravage entièrement l'intérieur du cinéma, déjà passablement dégradé (sa façade est étayée par des poutrelles métalliques), posant la question de sa démolition,. Le 5 mai 2021, la démolition de l'édifice est finalement votée par le conseil municipal pointois qui lance deux appels d'offres, l'un pour sa destruction, l'autre pour une reconstruction à l'identique de la façade. Le 25 janvier 2021, un an après l'incendie, le chantier de démolition est commencé pour une période de quatre mois. En juillet 2022, il ne reste rien de l'ancien cinéma.

## Architecture et ornements
Sa façade classée aux monuments historiques aurait été dessinée par Henri Gabriel, inspirée du style Renaissance avec des pilastres doriques sur les ouvertures.
Le bâtiment était en béton avec des pans de fer, sur un étage avec un rez-de-chaussée surélevé. Cet édifice d'un type nouveau, à la façade novatrice, s'inscrit dans le courant stylisant et géométrisant des cinémas de l'entre-deux-guerres qui adapte des formules de l'architecture classique (pilastres, entablement, symétrie) au courant Art nouveau, à l'image des éléments de ferronnerie et des arcs en anse de panier des ouvertures centrales. Il est constitué d'une armature en fer avec remplissage en béton. Les anciennes galeries métalliques, situées de part et d'autre du bâtiment, ont été obturées par des claustras. Elles accueillaient les circulations, les issues de secours ainsi que les locaux techniques. Ces éléments en fer sont encore parfaitement visibles à l'intérieur et en particulier les très belles potences ouvragées supportant le toit en appentis.

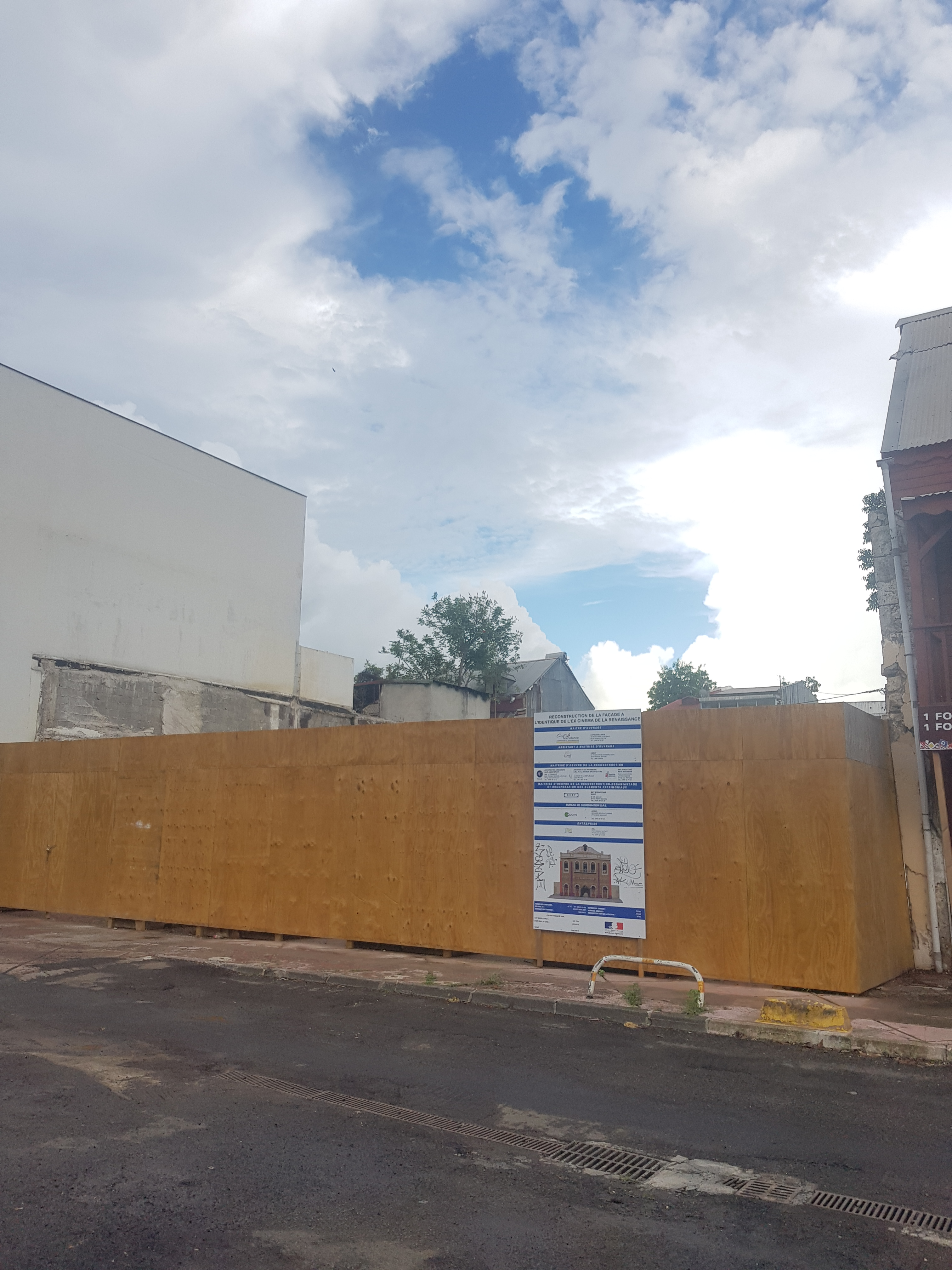
Le cinéma Renaissance après sa destruction, photographie prise en juillet 2022
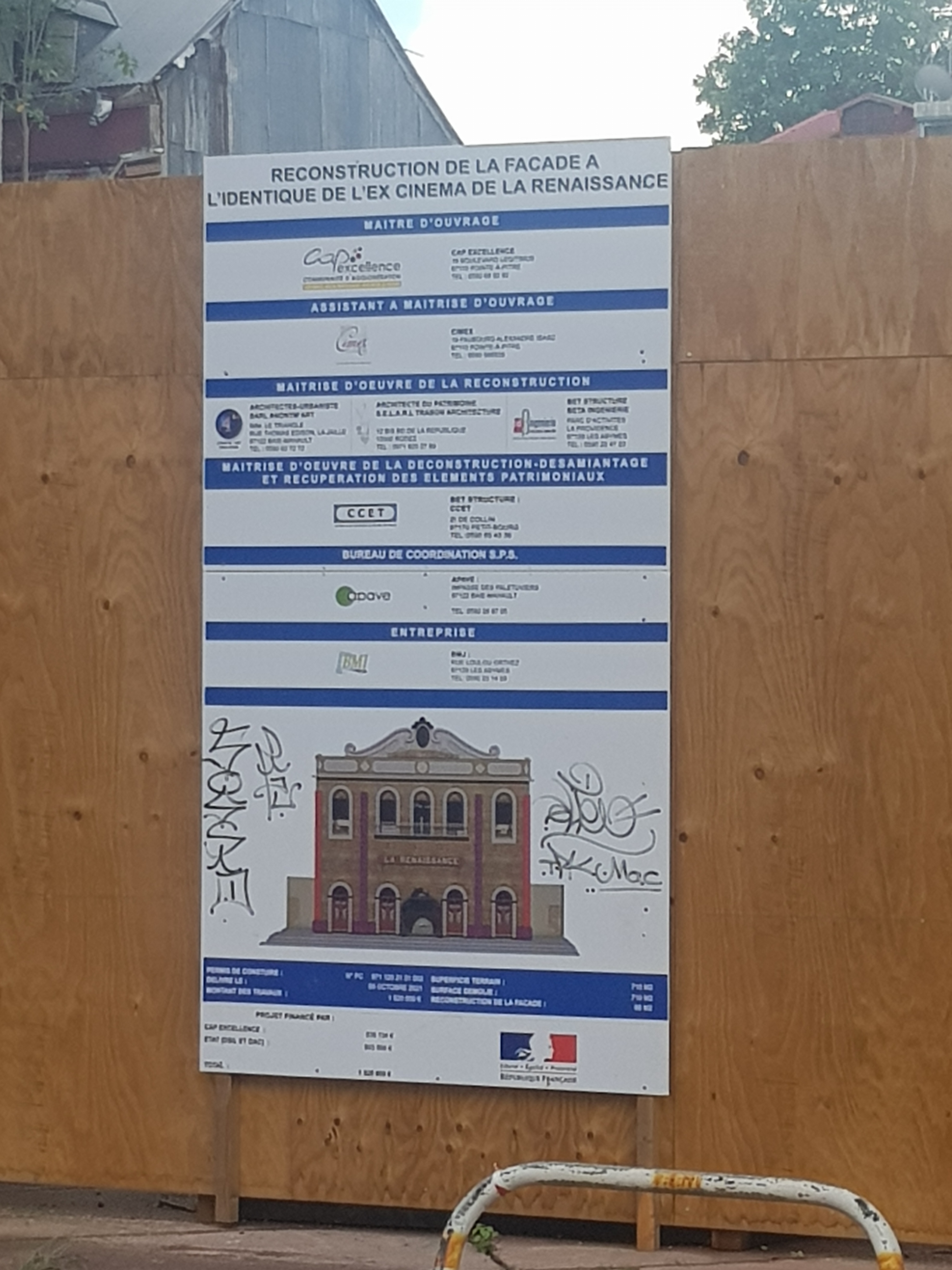
Projet de reconstruction du cinéma Renaissance en juillet 2022